# Maria Ovsiankina
Maria Rickers-Ovsiankina (* 3. Mai 1898 in Tschita; † 28. September 1993  in Berkeley) war eine russische Psychologin und Mitarbeiterin von Kurt Lewin an der Humboldt-Universität zu Berlin. Nach ihr ist der Ovsiankina-Effekt benannt.

## Leben und Werk
Maria Ovsiankina war die Tochter eines russischen Vaters und einer deutschen Mutter. In ihrer Kindheit übersiedelte sie mit ihren Eltern in die Hafenstadt Wladiwostok. Nach der Russischen Revolution zog sie zusammen mit ihren Geschwistern nach Berlin. Dort nahm sie ihr Studium an der Universität Berlin auf, zuerst in Literatur- und Sprachwissenschaft, ab 1924 am Psychologischen Institut beim Gestaltpsychologen Kurt Lewin. Ihr Doktorat erhielt sie 1928 an der Universität Gießen. Ihre Dissertation zum Thema  „Wiederaufnahme unterbrochener Handlungen“ gehörte zum experimentellen Forschungsprogramm „Studien zur Handlungs- und Affektpsychologie“, mit dessen Hilfe Kurt Lewin seine Feldtheorie der Person und des Verhaltens entwickelte. Die Arbeit Ovsiankinas wies den nach ihr benannten Effekt nach, dass die Unterbrechung bei der Umsetzung einer persönlich wichtigen Vornahme ein Spannungssystem hinterlässt, das auf Wiederaufnahme der Handlung bei nächster Gelegenheit drängt. Damit stellte Ovsiankinas Arbeit eine logische Ergänzung und Differenzierung der Fragestellungen der berühmten Arbeit Bluma Zeigarniks zur bevorzugten Erinnerung an unterbrochene Handlungen (Zeigarnik-Effekt) dar.
Da sie in Deutschland zwar vorübergehende Beschäftigungen als Lehrbeauftragte an der Universität Berlin, als Gefängnispsychologin, Berufsberaterin und Forscherin an einer Schule für entwicklungsbehinderte Kinder fand, aber keine feste Anstellung erhalten konnte, ging sie 1931 in die USA. Sie arbeitete dort zuerst als Forscherin an einem staatlichen psychiatrischen Krankenhaus, dem Worcester State Hospital in Massachusetts, wo sie am berühmten Schizophrenie-Projekt von David Shakow mitarbeitete. In dieser Zeit heiratete sie auch und trug in der Folge den Namen Rickers-Ovsiankina. 1935 wechselte Rickers-Ovsiankina an das Wheaton College, wo sie über 14 Jahre Psychologie lehrte und sich in Forschung und diagnostischer Praxis mit dem Rorschach-Testverfahren beschäftigte.
Ab 1949 war sie an der University of Connecticut beschäftigt, wo sie als Professorin und Director of Clinical Training bis zu ihrer Pensionierung 1965 tätig war. In Connecticut konnte sie ihre Auseinandersetzung mit dem Rorschach-Verfahren fortführen und die gestalttheoretische Fundierung der Rorschach-Diagnostik vertiefen. Mit dem von ihr herausgegebenen Sammelband „Rorschach Psychology“ legte sie 1960 ein Standardwerk für dieses Verfahren vor, das unverkennbar die gestalttheoretische Handschrift trägt.

## Ausgewählte Schriften
- 1928 (unter dem Namen Ovsiankina, Maria A.): Die Wiederaufnahme unterbrochener Handlungen. Psychologische Forschung 11(3/4), 302 – 379. Digitalisat (PDF; 5,79 MB) [englische Übersetzung 1976, siehe unten]
- 1936: The Reaction of Schizophrenics to Interrupted Tasks. Psychological Bulletin 33 (??), 796-797
- 1937: Studies on the Personality Structure of Schizophrenic Individuals. Journal of general psychology, 16 (1), 153-178
- 1943: Some theoretical considerations regarding the Rorschach method. Rorschach research exchange and journal of projective techniques, 7, 41-53
- 1956 (mit B. Kaplan & A. Joseph): An attempt to sort Rorschach records from four cultures. Journal of Projective Techniques, 20(2), 172-180.
- 1960: Rorschach Psychology. Oxford, England: Wiley. 1977: 2nd Edition. Huntington, N.Y.: R.E. Krieger Publications Co.
- 1976: The Resumption of Interrupted Activities (englische Übersetzung der Dissertation 1928). In: De Rivera Joseph (Ed): Field-Theory as Human Science: Contributions of Lewin’s Berlin Group. Gardner Press, 49-110